# District de Limassol
Le district de Limassol est l'un des six districts qui divise officiellement la république de Chypre. Il couvre à l'origine une partie du sud de l'île.
Pendant l'invasion de l'armée turque de Chypre en 1974, il fut l'un des seuls à avoir totalement échappé à l'occupation des troupes d'Ankara. 
Il englobe entièrement le territoire britannique de la base militaire d'Akrotiri.
Il a pour chef-lieu la ville de Limassol, capitale de la vigne et du vin de l'ile, où chaque année, au mois de septembre, se déroule le festival du vin de Limassol.

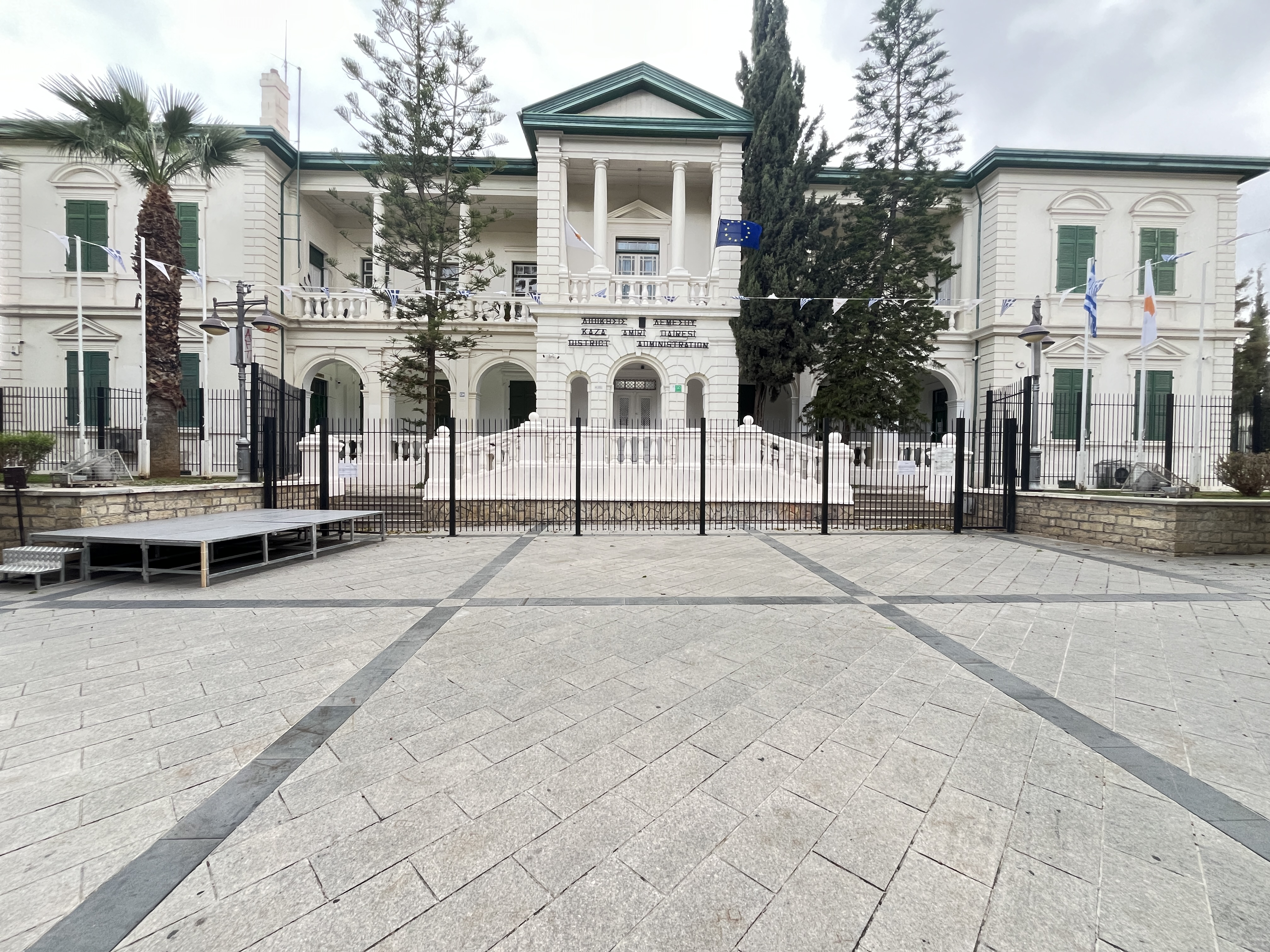
Le bâtiment de l'administration du district, rue Anexartisias